# Nieul-le-Virouil
Nieul-le-Virouil is een gemeente in het Franse departement Charente-Maritime (regio Nouvelle-Aquitaine) en telt 560 inwoners (2005). De plaats maakt deel uit van het arrondissement Jonzac.

## Geografie
De oppervlakte van Nieul-le-Virouil bedraagt 22,8 km², de bevolkingsdichtheid is 24,6 inwoners per km².
De onderstaande kaart toont de ligging van Nieul-le-Virouil met de belangrijkste infrastructuur en aangrenzende gemeenten.

## Demografie
Onderstaande figuur toont het verloop van het inwonertal (bron: INSEE-tellingen).